# وعفية
الوعفيات (الاسم العلمي: Dactylopius)، جنس وحيد الفصيلة (الوعفيات) من الحشرات القشرية. وتعرف عمومًا باسم القرمزيات، وهو الاسم الذي يشير تحديدًا إلى الأنواع الأكثر شهرة، وعفية قرمزية (Dactylopius coccus). القرمزية هي حشرة ذات أهمية اقتصادية وتاريخية بوصفها مصدر رئيسي للصبغة القرمزية الحمراء. يقال أنه استخدم لهذا الغرض في الأمريكتين منذ القرن العاشر. يعتبر جنس الوعفية مهمًا أيضًا نظرًا لاستخدام العديد من أنواعه للمكافحة الأحيائية للآفات، ولأن العديد منها يُعرف كونه نوع غازي.